# Vszevolod Vladiszlavovics Volkov
Vszevolod Vladiszlavlovics Volkov (Всеволод Владиславович Волков) (1971. március 29. –) ukrán programozó.
1993-ban végezte el a Kijevi Politechnikai Főiskolát ipari elektronika szakon. Kijevben él.
1991-ben írta a Volkov Commandert, egy Norton Commander-klónt, hogy egy annál lényegesebben gyorsabban működő szoftvere legyen az egyéni felhasználónak. Volkov commanderének telepítője egy floppyn elfért, miközben a Norton végső verziójának telepítője három floppy méretű volt.
A programnak már béta változata is gyorsan és nemzetközileg is népszerűvé vált (és nem csak a szakemberek körében), annak dacára, hogy egészen 1995-ig béta állapotban volt.
Volkov 1998-tól egy kijevi internetes cégnél, a lucky.net-nél dolgozott, 2006-tól pedig egy másik kijevi vállalatnál (colocall.net).

## Fordítás
- Ez a szócikk részben vagy egészben  a(z)   Волков, Всеволод Владиславович című orosz Wikipédia-szócikk ezen változatának fordításán alapul.  Az eredeti cikk szerkesztőit annak laptörténete sorolja fel. Ez a jelzés csupán a megfogalmazás eredetét és a szerzői jogokat jelzi, nem szolgál a cikkben szereplő információk forrásmegjelöléseként.